# Столбин, Борис Иванович
Борис Иванович Столбин (1873—1937) — командир 10-й Сибирской стрелковой артиллерийской бригады, генерал-майор, герой Первой мировой войны.

## Биография

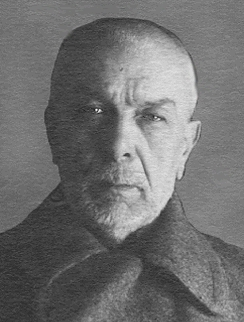
Снимок после ареста в 1937 году.

Потомственный дворянин Казанской губернии. Сын подполковника Ивана Филипповича Столбина и жены его Леонтины Иосифовны Грасси. Старший брат Александр — также георгиевский кавалер.
Окончил Тифлисский кадетский корпус (1890) и Михайловское артиллерийское училище (1893), откуда был выпущен подпоручиком в 12-ю конно-артиллерийскую батарею. Произведен в поручики 28 июля 1896 года. 16 мая 1898 года переведен в 15-ю конно-артиллерийскую батарею. В 1898 году окончил Михайловскую артиллерийскую академию по 1-му разряду и 17 мая того же года был произведен в штабс-капитаны «за отличные успехи в науках».
9 февраля 1900 года переведен в 8-ю конно-артиллерийскую батарею. Произведен в капитаны 25 августа 1902 года. 31 марта 1905 года назначен командующим 3-й конно-артиллерийской батареей, а 21 августа того же года произведен в подполковники с утверждением в должности. 23 октября 1909 года произведен в полковники «за отличие по службе», с назначением командиром 1-го конно-горного артиллерийского дивизиона. 29 мая 1912 года назначен начальником артиллерийского полигона Московского военного округа.
С началом Первой мировой войны, 14 августа 1914 года назначен заведывающим артиллерийской частью штаба 5-й армии. 23 апреля 1915 года назначен командующим 10-й Сибирской стрелковой артиллерийской бригадой, а 3 марта 1916 года произведен в генерал-майоры «за отличия в делах против неприятеля», с утверждением в должности. Пожалован Георгиевским оружием
За то, что с 14-го по 16-е июля 1915 года искусным управлением группой в 7 батарей отразил четыре атаки немцев против д. Тсиск и три атаки — против д. Жабин исключительно артиллерийским огнем, чем предотвратил намечавшийся прорыв германским корпусом нашей позиции, занятой 9-ю батальонами слабого состава на протяжении 7-ми верст.
В апреле 1917 года отбыл во вновь сформированную 201-ю артиллерийскую бригаду (10-я армия). 27 мая 1917 года назначен инспектором артиллерии 4-го Сибирского армейского корпуса. Временно командовал корпусом с 14 декабря 1917 по 8 февраля 1918.
В мае 1918 года поступил на службу в РККА, где занимал должность заместителя председателя научно-технического комитета Артиллерийского управления. В 1921 году, по приговору Военно-революционного трибунала Московского округа, был осужден на один год лишения свободы (условно). Затем состоял ответственным секретарем артиллерийского журнала Воениздата НКО. В 1937 году проживал в Москве в Дегтярном переулке, 15. Был арестован 29 ноября 1937 года, обвинялся в «контрреволюционной агитации фашистского характера». Виновным себя не признал, но «полностью уличался материалами следствия». 9 декабря 1937 года осужден тройкой при УНКВД по Московской области, а 11 декабря расстрелян на Бутовском полигоне.

## Награды
- Орден Святого Станислава 3-й ст. (ВП 19.08.1901)
- Орден Святого Станислава 2-й ст. (ВП 22.02.1913)
- Орден Святого Владимира 4-й ст. (ВП 30.07.1915)
- Орден Святого Владимира 3-й ст. (ВП 30.07.1915)
- Георгиевское оружие (ВП 13.01.1916)
- Орден Святой Анны 2-й ст. (1916)
- мечи к ордену Святого Владимира 3-й ст. (ПАФ 12.05.1917)
- Орден Святого Станислава 1-й ст. (ПАФ 14.05.1917)

Иностранные:
- сербский орден Белого орла с мечами (31.07.1917)
- румынский орден Короны, большой офицерский крест (7.11.1917)

## Память
3 ноября 2016 года участники проекта «Последний адрес» установили на доме №15, стр. 1 по Дегтярному переулку табличку памяти Бориса Ивановича Столбина.